# Список книг серии Goosebumps HorrorLand
Основная статья: Goosebumps HorrorLand

## Список книг
| 1 | Месть живых кукол                   | Revenge of the Living Dummy     | Март 2008     | 128 | Ночь живых кукол                 |
| 12-летняя Бритни Кросби со своей подругой Молли Моллой приобретают новую куклу. Брат Бритни и так раздражительный, а тут еще и кукла, которая оказывается одержима злым духом Слэппи, который превращает девочек в своих рабынь. После победы над ним Бритни и Молли приглашают в Парк Ужасов, где на них нападают ожившие куклы. |                                     |                                 |               |     |                                  |
| 2 | Чудовище из бездны                  | Creep from the Deep             | Март 2008     | 137 | Тайна кораллового рифа           |
| Билли и Шина Дип всегда ожидают приключение, когда они приходят к своему дяде, доктору Д., морскому биологу. Они сталкиваются с пиратом Длинным Беном, воскресшим из мертвых. |                                     |                                 |               |     |                                  |
| 3 | Дьявольская кровь на завтрак        | Monster Blood for Breakfast!    | Май 2008      | 137 | Дьявольская кровь                |
| Спортсмен Мэтт и его сестра Люси терпеть не могут соседа Брэдли, который постоянно их во всем копирует. Брэдли приобретает яйца, полные Дьявольской крови. Мэтт успешно избавляется от неё, после чего получает приглашение в Парк Ужасов.                                                                                        |                                     |                                 |               |     |                                  |
| 4 | Крик маски одержимости              | The Scream of the Haunted Mask  | Июль 2008     | 139 | Маска одержимости                |
| Замученная криком маски одержимости, Карли Бет начинает копаться в прошлом - искать способ избавиться от неё. Однако, избавившись, беды не кончились. Карли Бет пригласили в Парк Ужасов, где она сталкивается с чем-то ужасным.                                                                                                  |                                     |                                 |               |     |                                  |
| 5 | Доктор Маньяк против Робби Шварца   | Dr. Maniac vs. Robby Schwartz   | Сентябрь 2008 | 132 | Один день в парке ужасов         |
| Робби Шварц создает комиксы на компьютере. Самым главным злодеем в комиксах является Доктор Маньяк. Вскоре фантазия и реальность сталкиваются, доктор Маньяк появляется в городе, где живет Робби. Их борьба начинается в городе и продолжается в Парке Ужасов, собирая все больше участников.                                    |                                     |                                 |               |     |                                  |
| 6 | Кто твоя мумия?                     | Who's Your Mummy?               | Ноябрь 2008   | 133 | Проклятие гробницы фараона       |
| Эбби Мартин и её маленький брат Питер остаются со своим дядей-египтологом Джонатаном. Эбби подозревает, что дело тут нечисто, и так оно и оказывается. Позднее Эбби приезжает в Парк Ужасов, где встречает Майкла "Монстра" Монро.                                                                                                |                                     |                                 |               |     |                                  |
| 7 | Друзья называют меня монстром       | My Friends Call Me Monster      | Ноябрь 2008   | 138 | Волшебство хрустального шара     |
| Майкл "Монстр" Монро обнаруживает, что ни он, ни его учительница, миссис Хардестли, не люди. Майкл прибывает в Парк Ужасов в качестве приглашенного гостя и помогает другим участникам. |                                     |                                 |               |     |                                  |
| 8 | Скажи «сыр», закричи и умри         | Say Cheese - And Die Screaming! | Январь 2009   | 160 | Смертельное фото                 |
| Новая камера Джули Мартин фотографирует не настоящее, а будущее, вызывая разрушения и катастрофы. Джули едет в Парк Ужасов, где её ожидает поездка в туннеле криков. |                                     |                                 |               |     |                                  |
| 9 | Добро пожаловать в лагерь слизняков | Welcome to Camp Slither         | Март 2009     | 133 | Кошмар в лагере Джиллиама        |
| Братья Бун и Хизер любят животных, но они изменят своё мнение после укуса змеи. Их приглашают в Парк Ужасов, где они познакомятся со многими приглашенными гостями. |                                     |                                 |               |     |                                  |
| 10 | Помогите! У нас странная сила       | Help! We Have Strange Powers!   | Март 2009     | 133 | Как мне досталась сушеная голова |
| Джиллиан и Джексон владеют странной силой, которой не могут найти применения. Они попадают в Парк Ужасов, где их силу очень ждут. |                                     |                                 |               |     |                                  |
| 11 | Побег из Парка Ужасов               | Escape From HorrorLand          | Июнь 2009     | 132 | Оборотень из болот               |
| Люк и Лиззи Моррис возвращаются в Парк Ужасов и должны спасти приглашенных гостей от врагов, которые не дают им сбежать на Улицу Паники. |                                     |                                 |               |     |                                  |
| 12 | Улицы парка Паники                  | The Streets of Panic Park       | Июль 2009     | 137 | Ночь в башне ужаса               |
| Лиззи и Моррис, герои предыдущей книги, все-таки сбежали из Парка Ужасов, но попали в ловушку в Парке Паники. Их поджидает страшное существо. |                                     |                                 |               |     |                                  |
| 13 | Когда залают призрачные псы         | When the Ghost Dog Howls        | Январь 2010   | 160 | Добро пожаловать в мертвый дом   |
| Двенадцатилетние Энди и Мартин более двух недель пробыли в Парке ужасов. Они покупают странный сувенир - зуб собаки. Вчкоре Энди замечает, что Мартин странно себя ведет. |                                     |                                 |               |     |                                  |
| 14 | Маленький магазинчик хомяков        | Little Shop of Hamsters         | Март 2010     | 160 | Лето кошмаров                    |
| Сэму очень нравятся животные. Однажды родители покупают ему хомячка, однако вскоре Сэм обнаруживает некоторые странности в его поведении. |                                     |                                 |               |     |                                  |
| 15 | Головы, которые вы потеряли         | Heads, You Lose                 | Май 2010      | 160 | Пляж призраков                   |
| Джессика Боуэн и Райан Ченг возвращаются домой из Парка Ужасов и привозят сувенир: двуглавую монету. Вскоре они понимают, что, потеряв монету, потеряют и свои головы. |                                     |                                 |               |     |                                  |
| 16 | Чудной Хеллоуин                     | Weirdo Halloween                | Июль 2010     | 192 | Пугало гуляет в полночь          |
| 30 октября близнецы Крис и Мэг спасают ребенка от банды, которая заявляет, что тот является пришельцем. На следующий день инопланетяне прилетают на Землю. |                                     |                                 |               |     |                                  |